# Where the Water Meets the Sky
Where the Water Meets the Sky es un documental sobre un grupo de mujeres de una región de Zambia que fue realizado por ellas mismas. Es narrado por Morgan Freeman.

## Sinopsis
Un grupo de 23 mujeres de Zambia recibió instrucciones, y una cámara, por parte de maestros para realizar su documental en un tema a elección sobre su país. Las mujeres grabaron sus tradiciones y sus rutinas, además de la situación de las jóvenes huérfanas a causa del SIDA.
Además se narra la historia de Penelope una joven de 18 años que debe cuidar de sus hermanos por el fallecimiento de sus padres.

## Producción
Se filmó en Samfya, Zambia y fue dirigido por David Eberts y escrito por Ann Cotton, Helen Cotton, Fiona Eberts, David Freeman.

## Distribución
El documental, que fue estrenado el 6 de junio de 2008 en Estados Unidos, fue distribuido por MercuryMedia International y Premium Sound.